# Phaedimus wittei
Phaedimus wittei är en skalbaggsart som beskrevs av Ernst Gustav Kraatz 1893. Phaedimus wittei ingår i släktet Phaedimus och familjen Cetoniidae. Inga underarter finns listade i Catalogue of Life.